# Saki (Crimea)
|  | Per a altres significats, vegeu «Saki». |

Saki (en ucraïnès i rus: Саки) és una ciutat de la República Autònoma de Crimea, a Ucraïna, que el 2021 tenia 24.282 habitants. Pertany al districte rural de Sakski, del qual és la seu administrativa.